# Ambrugeat
Ambrugeat är en kommun i departementet Corrèze i regionen Nouvelle-Aquitaine i de centrala delarna av Frankrike. Kommunen ligger  i kantonen Meymac som tillhör arrondissementet Ussel. År 2022 hade Ambrugeat 209 invånare.

## Befolkningsutveckling
Antalet invånare i kommunen Ambrugeat
Referens:INSEE